# Crazy Cat
Crazy Cat（クレイジー・キャット）は、2013年4月17日に発売されたpredia通算4枚目（インディーズ）のシングル。

## 解説
pre-diaが“predia”に表記変更されてから初となるシングル。前作『ハニーB』から1年5か月という、同グループ史上最長（2021年1月現在）のブランクを経てリリースされたシングルでもある。発売2週間後の2013年5月1日からはレコチョクでの着うた・ビデオクリップ配信も行われた。
前年（2012年）1月14日、Shibuya O-WESTで行われた「predia 4th Party」（ライブ）をもって卒業した馬越幸子に代わり加入した林弓束にとっては、prediaメンバーとして初の参加シングルとなったが、林と同時期に加入した與坂唯はわずか半年で脱退したため、シングル曲への参加は一度もなかった。また結成当初からのメンバーの一人であった村上麻莉奈も前年11月9日付で正式に脱退したため、本作以降のシングルは不参加となっている。
「Crazy Cat」「シルキーレイン」共に、阿久津健太郎が“貧図スクワット”名義で作詞を担当している。両曲とも2013年3月23日にMt.RAINIER HALL SHIBUYA PLEASURE PLEASUREで行われたPartyで初披露。「シルキーレイン」では椅子を使ったバーレスク風のパフォーマンスを行った。この日のPartyについて松本ルナは「歌唱中に感情が入りすぎて泣きそうになった」と自身のブログで回想している。
オリコンのインディーズチャートでは自己最高となる2位を獲得。ウィークリーでも同グループ初のTOP30入りとなる29位にランクインした。
「Crazy Cat」は、2021年1月27日発売の結成10周年記念アルバム『10ct』において、“Crazy Cat -10th Anniversary Ver.-”として再録・リアレンジ（阿久津健太郎）が行われた。

## シングル収録トラック
| #         | タイトル                         | 作詞           | 作曲       | 編曲       | 時間  |
| --------- | -------------------------------- | -------------- | ---------- | ---------- | ----- |
| 1.        | 「Crazy Cat」                    | 貧図スクワット | toiza71    | toiza71    | 3:48  |
| 2.        | 「シルキーレイン」               | 貧図スクワット | Yuko Okada | Yuko Okada | 3:43  |
| 3.        | 「Crazy Cat」(Instrumental)      |                | toiza71    | toiza71    | 3:48  |
| 4.        | 「シルキーレイン」(Instrumental) |                | Yuko Okada | Yuko Okada | 3:41  |
| 合計時間: | 合計時間:                        | 合計時間:      | 合計時間:  | 合計時間:  | 15:00 |